# Affaire Essjay
 (février 2024).
L'affaire Essjay est une série d'évènements relatifs à un utilisateur renommé de Wikipédia en anglais qui avait plusieurs statuts internes (administrateur, bureaucrate, arbitre (en) et médiateur), tout en étant un employé de Wikia.

## Histoire
Connu sous le pseudonyme d'« Essjay », il a plus tard dévoilé son nom civil : Ryan Jordan. En février 2007, Essjay a été accusé d'avoir fait de fausses déclarations relativement à ses titres académiques et à ses compétences professionnelles, tant sur sa page utilisateur qu'à un journaliste, Stacy Schiff, lors d'une entrevue pour le compte du New Yorker,,. La fraude de l'administrateur américain « Essjay », qui s'est longtemps fait passer pour professeur de théologie, est mentionnée dans le livre La Révolution Wikipédia : les encyclopédies vont-elles mourir ?. Essjay a également utilisé ses prétendus titres lors de conflits portant sur le contenu de Wikipédia en anglais. La controverse a mis en lumière son imposture, l'incidence de sa tromperie sur la perception de Wikipédia en anglais (notamment sur les politiques et la crédibilité) et la qualité des décisions prises lors de sa promotion, de son appui et de son emploi.
Lorsque son imposture a été divulguée, des commentaires et des articles sont apparus dans diverses publications, que ce soit sous forme électronique, papier ou télédiffusée. La communauté de Wikipédia en anglais a analysé les modifications apportées par Essjay dans le but de corriger les erreurs qu'il aurait introduites et a également débattu des moyens pour améliorer le traitement des informations personnelles. En tant que contributeur, Essjay a passé moins de temps à modifier les articles qu'à réagir aux vandalismes et à résoudre les conflits éditoriaux,,.
Le cofondateur de Wikipédia Jimmy Wales a initialement soutenu Essjay dans l'usage de ce rôle affirmant : « je perçois [ce rôle] comme un pseudonyme et cela ne me cause aucun souci ». Plus tard, il a retiré son appui et a demandé à Essjay de renoncer à ses fonctions de Wikipédia en anglais et de démissionner de Wikia,. Wales a affirmé avoir retiré son appui lorsqu'il a appris « que EssJay [sic] a mis en avant ses fausses références lors de conflits sur le contenu » de Wikipédia en anglais.